# 정광섭 (1959년)
정광섭(丁光燮, 1959년 10월 20일 ~ )은 대한민국 충청남도의회 의원이다.

## 학력
- 안중초등학교 졸업
- 홍성고등학교 졸업
- 충남도립청양대학(충남도립대학교) 자치행정과 졸업

## 경력
- 안면JC 회장
- 안중초총동문회 사무국장
- 안면택시 대표
- 2006.07 ~ 2010.06: 제5대 태안군의회 의원
- 2010.07 ~ 2014.04: 제6대 태안군의회 의원
- 2014.07 ~ 2018.06: 제10대 충청남도의회 의원
- 2018.07 ~ 2022.06: 제11대 충청남도의회 의원
- 2022.07 ~ : 제12대 충청남도의회 의원
  - 제12대 충청남도의회 전반기 농수산해양위원회 위원장
  - 제12대 충청남도의회 후반기 부의장
  - 제12대 충청남도의회 후반기 복지환경위원회 위원
- 2024.08 ~ : 국민의힘 충남도당 수석부위원장

## 역대 선거 결과
|  | 17.82% |

|  | 18.83% |

|  | 31.07% |

|  | 35.26% |

|  | 54.65% |